# Neustift an der Lafnitz
Neustift an der Lafnitz est une commune autrichienne du district d'Oberwart dans le Burgenland.

## Histoire
1. ↑  « Einwohnerzahl 1.1.2018 nach Gemeinden mit Status, Gebietsstand 1.1.2018 », Statistik Austria (en) (consulté le 9 mars 2019)